# Mike Gansey
Mike Gansey (Olmsted Falls, Ohio, 21 de diciembre de 1982) es un exjugador de baloncesto estadounidense. Con 1,92 metros de altura jugaba en la posición de escolta y la mayor parte de su carrera deportiva se desarrolló entre Estados Unidos y Europa. Actualmente ejerce como general manager de los Cleveland Cavaliers de la NBA.

## Trayectoria deportiva

### Universidad
Se formó como jugador en las universidades de  Bonaventure y de West Virginia. Con esta última llegó a disputar el Elite Eigth de la NCAA.

### Profesional
Tras finalizar la universidad, fue convocado por la Selección de Estados Unidos para participar en la Universiada de Izmir 2005, en la que se colgó la medalla de oro.
Posteriormente se convirtió en un destacado jugador de las ligas de desarrollo de la NBA, llegando a firmar sendos contratos con los Miami Heat (2006) y Los Angeles Clippers (2007) con los que compitió en las ligas de verano no llegando nunca a producirse su debut en la NBA.
En la temporada 2007/08 tuvo su primera experiencia en Europa donde jugó para el Fabriano Basket de la LEGA due italiana.
Tras volver a Estados Unidos para jugar con los Anaheim Arsenal, regresó al Viejo Continente donde segundo club fue el Eisbären Bremerhaven de la liga alemana.
La temporada 2009/10 la inicio en los Idaho Stampede de la D-League para posteriormente fichar por los Erie Bayhawks de la misma competición, club con el que disputó un total de 26 encuentros firmando unos números de 18,4 puntos y 8,2 rebotes por partido.
En el verano de 2010 participó en la Liga de Verano de Las Vegas como integrante de un equipo All-Stars de la D-League. Tras esto, se confirmó su fichaje por el Socas Canarias de la LEB Oro española.